# Liriomyza tibidabensis
Liriomyza tibidabensis är en tvåvingeart som beskrevs av Spencer 1966. Liriomyza tibidabensis ingår i släktet Liriomyza och familjen minerarflugor.
Artens utbredningsområde är Spanien. Inga underarter finns listade i Catalogue of Life.